# Leptocladiella flagellaris
Leptocladiella flagellaris är en bladmossart som beskrevs av T. Koponen och J.C. Norris 1985. Leptocladiella flagellaris ingår i släktet Leptocladiella och familjen Hylocomiaceae. Inga underarter finns listade i Catalogue of Life.